# Sztorm (1950)
Sztorm – polski kuter ratowniczy z lat 50. XX w. następnie służący jako jednostka szkolna.
W 1949 roku w Szwecji według projektu konstruktora Hjalmara Johanssona zbudowano na zamówienie Polski dwa kutry ratownicze typu Norrland – „Sztorm” (stocznia Hjalmar Johansons Batvarv w Göteborgu) i „Szkwał” (stocznia w Djupvik). Kutry miały poszycie dębowe na szkielecie z daglezji (czyli tzw. sosny oregońskiej). Pokład z drewna tekowego. Napęd – dwucylindrowy silnik June-Munktell o mocy 150 KM. Napęd pomocniczy – żagle. W żegludze bałtyckiej jednostki te posiadały zezwolenie na żeglugę bez ograniczeń.
Chrzest statków odbył się w Göteborgu 20 stycznia 1950 roku. Matką chrzestną była Margaret Hansson, żona dyrektora Szwedzkiego Stowarzyszenia Ratownictwa Morskiego, a w imieniu Polski kutry odbierał konsul RP w Göteborgu Marian von Börtzell-Szuch. Dowództwo „Sztorma” objął kpt. Tadeusz Jasicki.
Kutry były używane przez Polskie Ratownictwo Okrętowe do 1975 roku („Sztorm” bazował w Helu, „Szkwał” – w Świnoujściu). Po wycofaniu ze służby w PRO „Sztorm” trafił do PŻM, gdzie pływał do 1986 r. jako statek szkolny „Tramp”.